# Чернявщинский сельский совет (Юрьевский район)
Чернявщинский сельский совет (укр. Чернявщинська сільська рада) — входит в состав
Юрьевского района
Днепропетровской области
Украины.
Административный центр сельского совета находится в 
с. Чернявщина
.

## Населённые пункты совета
- с. Чернявщина
- с. Терны
- с. Черноглазовка
- с. Яблоновка